# Danger Island
Danger Island är en obebodd ö i Brittiska territoriet i Indiska oceanen (Storbritannien). Den ligger i den sydvästra delen av Brittiska territoriet i Indiska oceanen. Arean är 0,66 kvadratkilometer. 